# جدوعه شمالیه
جدوعه شمالیه (به عربی: جدوعة شمالیة) یک روستا در سوریه است که در ناحیه حمرا واقع شده‌است. جدوعه شمالیه ۷۳۷ نفر جمعیت دارد.